# Elmar Reinders
Elmar Reinders (* 14. března 1992) je nizozemský profesionální silniční cyklista jezdící za UCI WorldTeam Team Jayco–AlUla.

## Hlavní výsledky
2012
8. místo Ronde van Noord-Holland
2013
3. místo Ster van Zwolle
Olympia's Tour
4. místo celkově
6. místo Ronde van Drenthe
2014
Tour de Berlin
2. místo celkově
vítěz 1. etapy
Olympia's Tour
5. místo celkově
vítěz 2. etapy (TTT)
2015
vítěz Ster van Zwolle
Olympia's Tour
vítěz etapy 1a (TTT)
3. místo Dorpenomloop Rucphen
4. místo Arno Wallaard Memorial
6. místo Parel van de Veluwe
7. místo Zuid Oost Drenthe Classic I
2016
vítěz ZODC Zuidenveld Tour
2. místo Arno Wallaard Memorial
4. místo Ronde van Overijssel
8. místo Ronde van Drenthe
8. místo Fyen Rundt
Tour du Loir-et-Cher
9. místo celkově
9. místo Dorpenomloop Rucphen
2017
5. místo Ronde van Drenthe
5. místo Dorpenomloop Rucphen
8. místo Dwars door West-Vlaanderen
10. místo Trofeo Serra de Tramuntana
2018
BinckBank Tour
 vítěz soutěže bojovnosti
3. místo Trofeo Lloseta–Andratx
2019
Kolem Norska
 vítěz bodovací soutěže
8. místo Le Samyn
2020
Tour Poitou-Charentes en Nouvelle-Aquitaine
7. místo celkově
2021
vítěz Skive–Løbet
vítěz PWZ Zuidenveld Tour
Tour de Bretagne
vítěz 4. etapy
3. místo Ster van Zwolle
4. místo Route Adélie
5. místo Grand Prix Herning
5. místo Himmerland Rundt
9. místo Fyen Rundt
2022
vítěz Arno Wallaard Memorial
vítěz Visit Friesland Elfsteden Race
Tour de Bretagne
 vítěz bodovací soutěže
vítěz 5. etapy
Olympia's Tour
 vítěz bodovací soutěže
vítěz 3. etapy
Circuit des Ardennes
vítěz 1. etapy
2. místo Fyen Rundt
4. místo Grand Prix Herning
Národní šampionát
5. místo časovka
9. místo Volta Limburg Classic

### Výsledky na Grand Tours
| Grand Tour      | 2023 |
| --------------- | ---- |
| Giro d'Italia   | —    |
| Tour de France  | 141  |
| Vuelta a España | —    |

| —   | Nezúčastnil se |
| DNF | Nedokončil     |